# 크루엘라 (음악 그룹)
크루엘라(Krewella)는 미국의 일렉트로닉 댄스 음악 그룹이다. 원래 3인조였으나 현재는 2인조 활동중이다. 이 두명은 친자매이며 파키스탄계 미국인이다.